# American Society of Anesthesiologists
Pour les articles homonymes, voir ASA.
L'American Society of Anesthesiologists (ASA) est une société américaine des anesthésistes.
Cette société de recherche et une association scientifique de médecins organisés pour maintenir les normes de pratique médicale en anesthésie et pour améliorer le soin du patient. Elle a été fondée en 1905.
L'American Society of Anesthesiologists (ASA) a développé le score ASA ou Physical status score utilisé en médecine pour exprimer l’état de santé d'un patient opéré en bloc opératoire.